# Álvaro de Castelões
Álvaro de Castro Araújo Cardoso Pereira Ferraz (Porto, 1 de abril de 1859 – Porto, 9 de julho de 1953), 3.º Visconde de Castelões, mais conhecido nos círculos literários por Álvaro de Castelões, foi um poeta, engenheiro, deputado e colonizador português. Natural do Porto, residiu e passou temporadas da sua vida na Quinta que possuía na freguesia de Castelões, concelho de Vila Nova de Famalicão.

## Biografia

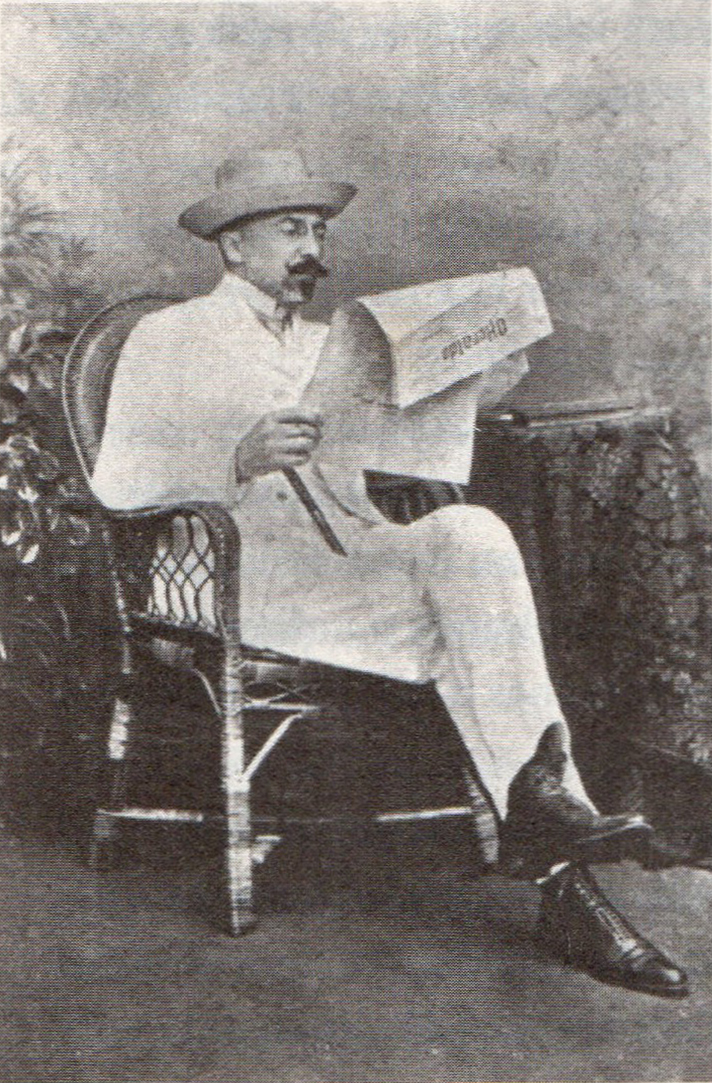
Álvaro de Castelões Vestido à Oriental.

Nasceu na cidade do Porto em 1 de abril de 1859, filho de António Cardoso Pereira Ferraz, 2.º Visconde de Castelões, e de D. Margarida Augusta de Meireles, solteira, futura esposa em segundas núpcias.
Pelos dois lados descendia de famílias de arreigadas convicções liberais pois seu avô materno, António Bernardo Brito e Cunha, contador da Fazenda no Porto, fora enforcado em 7 de maio de 1829 por fidelidade à Carta Constitucional.
Estudou no liceu do Porto e, pelos dezoito anos, sentou praça no Batalhão de Caçadores n.º 9, corpo para onde eram atraídos todos os que queriam seguir a carreira militar. Contudo, por falta de vocação militar, acabou por desistir e formou-se em engenharia na Escola Politécnica de Lisboa (13.7.1885) e na Escola do Exército (1886), tornando-se um dos maiores especialistas portugueses na construção de caminhos de ferro, tanto na metrópole como no ultramar.
Apaixonado por África seguiu para Moçambique em 1889 com o objetivo de vencer as dificuldades de navegação do rio Chire, para que fossem possíveis as ligações entre Chibissa e Matope. Nessa empresa, foi um zeloso companheiro do major Serpa Pinto que pretendia desbravar as zonas geográficas entre Angola e Moçambique. Tendo recebido o comando de uma coluna militar, ocupou a região da Mupassa para impor a soberania portuguesa, o que deu motivo ao protesto de Inglaterra que ficou conhecido na história como Ultimatum de 1890. Pelo seu comportamento heroico foi-lhe atribuído, em sessão parlamentar de 15 de agosto de 1891, o título de Benemérito da Pátria. Seguiu depois para o Estado da Índia como diretor do caminho de ferro de Mormugão. Regressou antes do fim do século a Lisboa a fim de exercer o cargo de diretor das Obras Públicas do Minho e Douro.
A 27 de fevereiro de 1905, é-lhe concedida mais uma vida, no título de Visconde de Castelões, por decreto de D. Carlos, tornando-se o 3.º Visconde de Castelões. Cultivou também as letras como poeta de rara sensibilidade, publicando os seguintes livros: O Sonho do Infante D. Henrique (1936), O Soneto Neo-Latino (1939), A Amorosa Canção (1944) e Rimas Orientais (1945).
Durante o seu percurso literário destaca-se o período marcante entre 1929 e 1933 em que juntamente com Júlio Brandão fundou e dirigiu a Revista Internacional - O Soneto Neo-Latino (1929), com sede em Vila Nova de Famalicão. Também colaborou nas revistas Nova Alvorada, Ilustração Moderna e na Revista de Portugal, esta sob a direção de Eça de Queirós em 1882, com o artigo A Questão Colonial.
Foi sócio honorário da Associação dos Jornalistas e Homens de Letras do Porto e pertenceu à Sociedade de Geografia de Lisboa. Conviveu com João de Deus, Gomes Leal, Marcelino Mesquita, Guerra Junqueiro, António Feijó, Gonçalves Crespo, João Penha, Campos Monteiro, entre outros.
Embora nascido no Porto, cidade onde veio a falecer em 9 de julho de 1953, o 3.º Visconde de Castelões ligou-se por laços de família e dons de espírito a Vila Nova de Famalicão, terra onde publicou os três últimos livros e onde existe uma rua a perpetuar-lhe o nome, como um dos mais distintos colonialistas portugueses dos fins do século XIX.

## Vida Pessoal

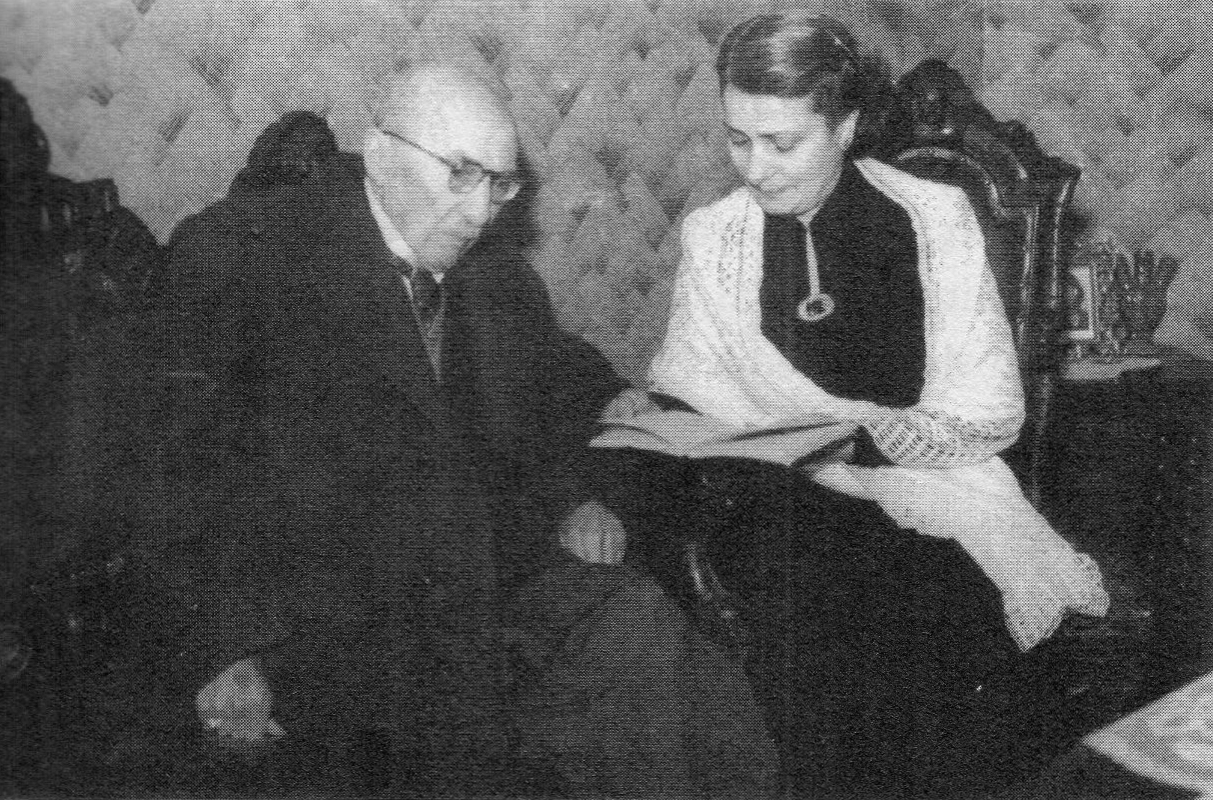
Álvaro de Castelões com a sua filha Maria Margarida nos últimos anos da sua vida no Porto.

A 12 de janeiro de 1893 casou na Igreja de S. Salvador de Matosinhos, pelas 11 horas e trinta minutos, com Amélia de Miranda. O casamento terminou com o falecimento da esposa, sem descendência. Por essa altura, vivia com Maria da Costa, com quem, em 2 de fevereiro de 1912, teve uma filha, Maria Luísa Pereira Ferraz. Foi batizada na capela de Santo António, em Castelões, a 5 de maio de 1912.
A 6 de fevereiro de 1921, nasceu Álvaro Meireles e Sousa, conhecido como “Alvarinho”, filho de Maria Gomes Ferreira, mulher natural de Mogege, solteira. Foi batizado no dia 5 de maio de 1921, na Capela de Santo António, em Castelões.
A 14 de setembro de 1924 viria a casar com Maria Gomes Ferreira. O casamento realizou-se na Igreja Matriz de S. Torcato, tendo sido celebrado pelo Abade de Castelões, padre Francisco Correia Machado.
No dia 28 de janeiro de 1937, faleceu na Quinta de Castelões, Maria Gomes Ferreira, sua segunda esposa e com a qual teve “Alvarinho”. O Visconde tinha 77 anos. O filho Álvaro, 15, e a filha Maria Luísa, 24 anos.
Em 1939, com 80 anos, apaixonou-se por uma filha do povo, “a moleirinha”, Joana da Silva Freitas, 18 anos. O namoro desenrolou-se durante alguns meses, mas acabou por terminar devido a rumores de que ela “namoriscava com outros rapazes”.
Em 6 de agosto de 1944 falece a sua filha Maria Luísa Pereira Ferraz. Álvaro de Castelões vivia, por essa altura, no Porto.
Nos últimos anos da sua vida, teve a felicidade de poder contar com Maria Margarida Pereira de Azevedo, solteira, filha de uma relação extramatrimonial e que veio a reconhecer como filha já nos últimos anos da sua vida. Foi ela o seu anjo da guarda, dado que ficou numa dependência absoluta devido a ter ficado cego.
O seu filho “Alvarinho”, que viveu uma vida boémia, faleceu no dia 5 de novembro de 1953, com apenas 32 anos. Teve um fim triste: nos últimos anos da sua vida, viveu de esmolas, dormindo ao relento, sem nenhuma réstia de amor-próprio. Foi casado e teve um filho que, aos 14 anos, emigrou com a mãe para o Brasil. Este filho vive no Brasil e está casado com uma senhora de nome Suely com quem tem 3 filhos (bisnetos) e pelo menos uma neta (trineta). Nesta família corre a representação genealógica do título de Visconde de Castelões.

## Vida Política
Na vida política alinhou com o Partido Progressista e foi eleito Deputado pelos círculos uninominais de Vila Nova de Famalicão (1897) e de Leiria (1899). Esta eleição por Leiria foi em último recurso, uma vez que falharam as diligências junto do Cónego Vaz e do Barão de Joane para manter a sua eleição no círculo de Famalicão, acabando por ser sufragado o Senador Santos Viegas.
Integrou diversas Comissões Parlamentares, conforme a experiência pessoal e profissional: Ultramar (1898, 1899 e 1900), Marinha (1898), Obras Públicas (1898, 1899, 1900 e 1901), Administração Pública (1898) e Reclamações e Vacaturas (1900). Nas Comissões Parlamentares de Obras Públicas (1898 e 1899) e de Reclamações e Vacaturas (1900) desempenhou o cargo de Secretário.

## Disputa pela Capela de Santo António
Perdeu a pendência pela posse da Capela de Santo António para a Confraria de Santo António.

## Morte
O Visconde faleceu na Rua do Lindo Vale, no Porto, aos 94 anos. Está sepultado no Cemitério da Lapa, no jazigo da família, no Porto.

## Poemas
A MAGNÓLIA DE CASTELÕES

Árvore colossal que és hoje o encanto

De quem agasalho busca em minha casa,

Velário monstro, portentosa asa,

Abre sobre ela o teu florido manto.

Que seja ao pé de ti, se peso quanto

Tenho vivido já, que a Deus apraza

Deixar que um dia sossegado jaza

Como em modesto e raso campo-santo.

A mim o horror da morte não me assombra,

E quando houverem termo as minhas dores

Possa eu vir escutar à tua sombra.

O requiem dos alígeros cantores,

Descansando dormindo sob a alfombra

Que tu enches de aromas e flores.
SONETO A MARIA

A ti, a estremecida companheira,

Solícita, constante e dedicada,

Que encontrei quando já descia a estrada

Em demanda da praia derradeira;

A ti, que espero ter à cabeceira

Do meu leito na hora atribulada

Em que ao suar a extrema badalada

Se nos liberta a alma prisioneira;

A ti, fanal da minha vida escura,

A quem mais quero quanto mais cotejo

Com outros o oiro da tua alma pura;

Que em tudo mostras o maior desejo

De tornar-me a existência menos dura;

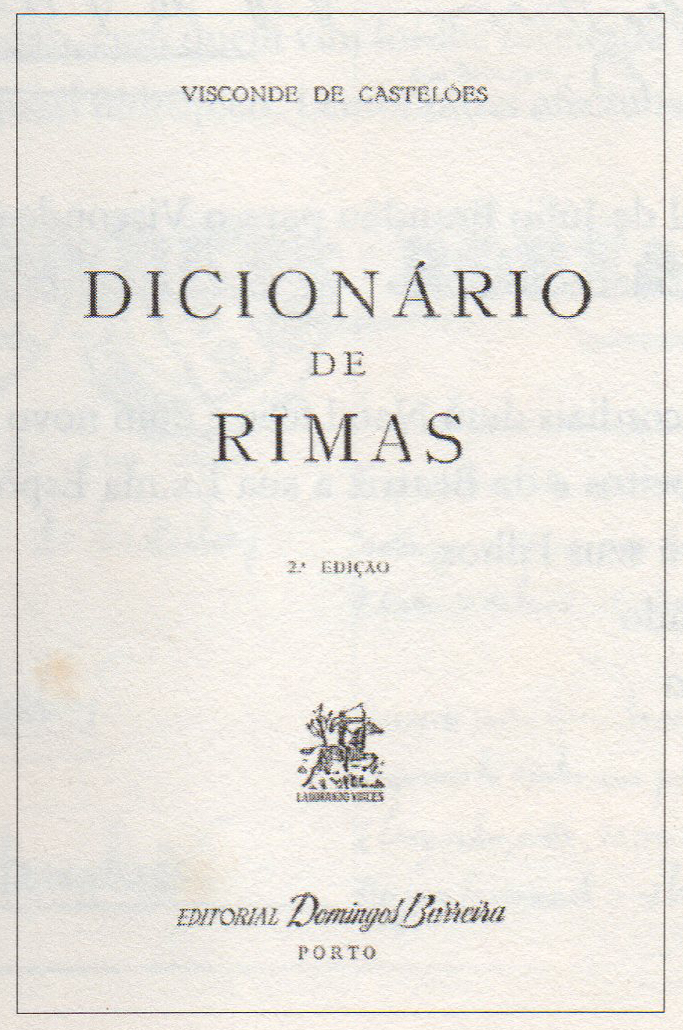
Dicionário de Rimas, Álvaro de Castelões, 2.ª Edição.

A ti, meu coração e um longo beijo!

(1928)

## Obras Publicadas
- Beijos e Rosas (1891);[29]
- O Sonho do Infante D. Henrique (1936);[9]
- O Soneto Neo-Latino (1939);[9]
- A Amorosa Canção (1944);[9]
- Rimas Orientais (1945).[9]
- Dicionário de Rimas (1951).[16]

## Homenagens
Possui pelo menos 13 topónimos com o seu nome:
- Rua Álvaro de Castelões, Porto;[30]
- Travessa Álvaro de Castelões, Porto;[30]
- Rua Álvaro de Castelões, Matosinhos;[31]
- Rua Álvaro de Castelões, Castelões;[32]
- Praceta Álvaro de Castelões, Castelões;[32]
- Rua Álvaro de Castelões, Vila Nova de Famalicão;[32]
- Travessa Álvaro de Castelões, Fão;[33]
- Rua Álvaro de Castelões, Luso, Mealhada, Aveiro;[33]
- Rua Álvaro de Castelões, Figueira Castelo Rodrigo, Guarda;[32]
- Largo Álvaro de Castelões, Grândola, Setúbal;[31]
- Rua Álvaro de Castelões, Setúbal;[31]
- Rua Álvaro de Castelões, Montemor-o-Novo, Évora;[34]
- Rua Álvaro de Castelões, Cuba, Beja.[33]